# Konrad-Adenauer-Kaserne
Die Konrad-Adenauer-Kaserne in Köln ist eine Liegenschaft der Bundeswehr. Sie ist nach dem ersten Bundeskanzler der Bundesrepublik Deutschland, Konrad Adenauer, benannt, der in Köln geboren wurde. Hauptnutzer der Kaserne ist das Bundesamt für den Militärischen Abschirmdienst. Bis 2023 war auch das Amt für Heeresentwicklung (ehemals Heeresamt) dort untergebracht.

## Lage
Die Kaserne liegt südlich des Stadtzentrums im Kölner Stadtteil Raderthal im Stadtbezirk Rodenkirchen. Westlich der Kaserne liegt der Kölner Südfriedhof, südlich der Liegenschaft verläuft die Militärringstraße und östlich die Brühler Straße.

## Brühler Straße 309/309 A
Auf der anderen Seite der Brühler Straße, gegenüber der Kaserne, befindet sich eine weitere, nur als „Dienstgebäude“ bezeichnete Liegenschaft der Bundeswehr. In dem Hochhaus mit zwölf Etagen waren die Stammdienststelle der Luftwaffe, der Höhere Pionierstab (später Infrastrukturstab der Bundeswehr) sowie vom 1. April 1971 bis zum 30. November 2012 das Kreiswehrersatzamt Köln untergebracht.

## Dienststellen
Folgende Dienststellen sind in der Konrad-Adenauer-Kaserne stationiert:
- Bundesamt für den Militärischen Abschirmdienst (BAMAD)
- Sanitätsversorgungszentrum (SanVersZ) Köln-Raderthal[2]
- Unterstützungspersonal Kasernenkommandant (UstgPers KasKdt) Köln 1

## Einrichtungen
Die Kaserne verfügt über vier gleichförmige Bürogebäude mit fünf Etagen sowie ein Büro-Hochhaus mit 14 Geschossen, ein Tagungszentrum, einen Hubschrauberlandeplatz, eine Sporthalle und einen Tennisplatz.

## Geschichte
Die Kaserne wurde in den 1960er Jahren für das damalige Truppenamt (später Heeresamt, dann Amt für Heeresentwicklung) errichtet. Zuvor hatte die Bundesregierung beschlossen, möglichst viele dem Bundesministerium der Verteidigung (BMVg) nachgeordnete militärische Dienststellen in den Kölner Raum zu verlegen. Während der Planungen kam die Idee auf, die noch in Bonn beheimatete Zentrale des MAD, das Amt für Sicherheit der Bundeswehr (ASBw), ebenfalls dort unterzubringen. Der Neubau bot dem ASBw die Gelegenheit, bauliche Forderungen zu stellen, zum Beispiel für Karteien und Labore. Auch konnten Synergieeffekte wie die gemeinsame Bewachung der Liegenschaft und die Mitbenutzung der modernen Bunkeranlagen genutzt werden. Ende 1964 zog das ASBw dann in die Kaserne ein. Nach der Änderung des Nutzungskonzepts der Kaserne zog das Amt für Heeresentwicklung 2023 nach Köln-Holweide auf den Axa-Campus um, wo die Bundesanstalt für Immobilienaufgaben zwei Gebäude anmietete. Die offizielle Schlüsselübergabe erfolgte am 5. Mai 2023. Als alleiniger Hauptnutzer der Kaserne verblieb das Bundesamt für den Militärischen Abschirmdienst.

### Ehemals stationierte Einheiten
In der Kaserne waren stationiert:
- Amt für Sicherheit der Bundeswehr (1984 Umbenennung in Amt für den Militärischen Abschirmdienst)
- Amt für den Militärischen Abschirmdienst (2017 Umbenennung in Bundesamt für den Militärischen Abschirmdienst)
- 6./Feldjägerbataillon 730
- Truppenamt (zum 1. Oktober 1970 Umbenennung in Heeresamt)
- Heeresamt (ging 2013 im Amt für Heeresentwicklung auf)
- Amt für Heeresentwicklung (2023 Umzug auf den Axa-Campus in Köln-Holweide)
- Unterstützungskommando 3
- Unterstützungskommando WHNS
- Weitere Dienststellen